# اچ‌اس‌دابلیوام‌اس آران
اچ‌اس‌دابلیوام‌اس آران (به انگلیسی: HSwMS Äran) یک کشتی دفاع ساحلی بود که طول آن ۸۷٫۵ متر (۲۸۷ فوت) بود. این کشتی در سال ۱۹۰۱ ساخته شد.